# Ferenc Faludi
Ferenc Faludi, také Franz Faludi (11. dubna 1704 Güssing – 18. prosince 1779 Rechnitz, Rakousko) byl rakousko-maďarský básník, překladatel a učenec. Byl označován za "otce nové maďarské lyriky".

## Život
Po studiích v Güns vstoupil do jezuitského řádu a stal se univerzitním profesorem ve Štýrském Hradci, Linci a Vídni. V letech 1741–1746 byl uherským zpovědníkem v Římě, v letech 1753–1773 ředitelem gymnázia v Prešpurku a po určitou dobu knihovníkem jezuitské koleje. Po zrušení jezuitského řádu v roce 1773 se přestěhoval do Rechnitz, kde v roce 1779 zemřel.
Faludi byl považován za posledního představitele uherského baroka na přechodu k rokoku; jeho styl se vyznačoval záměrným přejímáním z lidové slovesnosti. Psal písně, eklogy a jezuitskou tragédii "Konstantin Porfyrogennetos". Z jeho překladů stojí za zmínku zejména překlad rukopisu Baltasara Graciána a Bouře od Wiliama Shakespeara.

### Ocenění
- Pamětní deska na Faludiho rodném domě v Güssingu
- Faludiho jméno nese údolí v přírodním parku Geschriebenstein-Írottkő u Rechnitz

- Faludigasse v Rechnitz
- Faludistraße v Güssingu s pamětní deskou

## Dílo
- Faludi Ferentz’ Költeményes Maradványi. A’ Jegyzö Könyvvel Együtt – A’ Költeményes Gyüjtemény’ Öregbedésére Egybe Szedte, És Közre Botsátotta Révai Miklós. Második Meg Jobbíttatott Nyomtatás. Pozsonbann: Loewe Antal’ Betüivel, 1787
- Faludi Ferenc minden munkái – eredeti kéziratok és kiadások után a szerzö rajzaival kiadta Toldy Ferenc. Pest: Emich, 1853
- Téli Éjtszakák vagy is téli est idönek unalmait enyhítö beszédek – Ferenc Faludi; kiadta Dr. Rupp Kornél. Budapest: s. n., 1900
- Faludi Ferenc prózai művei – sajtó alá rendezte, a magyar nyelvű szövegeket gondozta, a hozzájuk tartozó jegyzeteket, valamint a név- és a szómagyarázatokat készítte Vörös Imre; a latin nyelvű szövegeket gondozta, fordításukat és a hozzájuk tartozó jegyzeteket, névmagyarázatokat készítette Uray Piroska. Budapest: Akadémia Kiadó, 1991

### Překlady
- Istenes jóságra, és szerentsés bóldog életre oktatott NEMES EMBER – Irta Anglus nyelven DORELL JOSEF SOC. JESU. Forditotta Olaszbul FALUDI FERENTZ S. J.   NAGY-SZOMBATBAN: Az Academiai botukkel, 1748
- Istenes Jóságra, És Szerentsés Boldog Életre Oktatott Nemes Ember – Írta Anglus Nyelven Dorell Jósef J.T.P. Fordította Olaszbúl Faludi Ferentz J.T.P.  Po’sonyban: Nyomt. Patzko Ágost. Ferentznél, 1787
- Udvari Kátó, vagy is Grátzián Boldizsárnak Faludi Ferencz által Magyarra Fordítatott CCC Makszimái. Mellyeket Alagyás Versekbe Foglalt Nagy János. Rába-Közben Szany Helységnek Plébánusa. Györött: Streibig Jozsef Betüivel, 1790

### V češtině
- Kazimír a Iréna – úvod František Sekanina; ze sbírky Zimní noce přeložil Karel Šarlih; in: 1000 nejkrásnějších novel... č. 56. Praha: J. R. Vilímek, 1913